# Fréjairolles
Fréjairolles – miejscowość i gmina we Francji, w regionie Oksytania, w departamencie Tarn.
Według danych na rok 1990 gminę zamieszkiwało 840 osób, a gęstość zaludnienia wynosiła 48 osób/km² (wśród 3020 gmin regionu Midi-Pireneje Fréjairolles plasuje się na 395. miejscu pod względem liczby ludności, natomiast pod względem powierzchni na miejscu 653.).